# Dammsjön (Folkärna socken, Dalarna)
Dammsjön är en sjö i Avesta kommun i Dalarna och ingår i Dalälvens huvudavrinningsområde. Sjön är 14,7 meter djup, har en yta på 0,157 kvadratkilometer och är belägen 99,2 meter över havet. Sjön avvattnas av vattendraget Svedieån.

## Delavrinningsområde
Dammsjön ingår i det delavrinningsområde (667917-152379) som SMHI kallar för Mynnar i Norsån. Medelhöjden är 112 meter över havet och ytan är 2,79 kvadratkilometer. Det finns ett avrinningsområde uppströms, och räknas det in blir den ackumulerade arean 14,64 kvadratkilometer. Svedieån som avvattnar avrinningsområdet har biflödesordning 3, vilket innebär att vattnet flödar genom totalt 3 vattendrag innan det når havet efter 124 kilometer. Avrinningsområdet består mestadels av skog (60 procent) och jordbruk (20 procent). Avrinningsområdet har 0,26 kvadratkilometer vattenytor vilket ger det en sjöprocent på 9,1 procent.